# Fannia pterylitibia
Fannia pterylitibia är en tvåvingeart som beskrevs av Feng 2003. Fannia pterylitibia ingår i släktet Fannia och familjen takdansflugor. Inga underarter finns listade i Catalogue of Life.